# Лопатинка коротка
Лопатинка коротка (Scapania curta) — вид печіночників порядку юнгерманіальних (Jungermanniales).

## Поширення
Батьківщиною є Європа, Макаронезія, Північна Америка, Азія.
Росте на безвапняних, голих і досить вологих ґрунтах, рідше на безвапняних скелях.

## Характеристика
Стебла довжиною до трьох сантиметрів утворюють килимки від жовто-зеленого до червонуватого кольору. Листки розділені до третини довжини. Частки листка неоднакові за розміром і зазубрені до кінчика. Верхні частки яйцеподібні, загострені і не виступають над стеблом. Нижні частки вдвічі більші за верхні, яйцеподібні, загострені і на три чверті менші за їхню довжину. У середині листка клітини мають розміри 12—20 × 25—30 мікрометрів, кути їх клітин помітно потовщені. По краю листка є від одного до чотирьох рядів рівномірно потовщених клітин. Кожна клітина містить від двох до чотирьох масляних тілець. Виводкові тіла виникають.